# Lesznowola
Lesznowola è un comune rurale polacco del distretto di Piaseczno, nel voivodato della Masovia.
Ricopre una superficie di 69,17 km² e nel 2004 contava 15 237 abitanti.